# Oosterweel
Oosterweel is een verdwenen Vlaams polderdorp ten noorden van de stad Antwerpen. Op de plaats van de vroegere gemeente bevinden zich nu de Antwerpse petroleumdokken. Tot voor de verandering was Oosterweel het laagst gelegen dorp van België.
Het grondgebied van Oosterweel vormt nu, samen met dat van de vroegere gemeenten Oorderen en Wilmarsdonk, onder het postnummer 2030 een deel van het district Antwerpen.
De naam van het dorp wordt gebruikt in het project voor een sluiting van de Antwerpse Ring via de Oosterweelverbinding.

## Geschiedenis
De eerste vermelding van Oosterweel stamt uit 1210. Oudere benamingen voor het dorp zijn Ousterweel, Austruweel, Osterwele en Otserwele.
In 1567 vond hier de slag bij Oosterweel plaats. Deze slag wordt door historici beschouwd als het begin van de Tachtigjarige Oorlog.
In 1900, op het hoogtepunt, woonden er 1075 inwoners. In 1929 werd de gemeente afgeschaft.
Om plaats te maken voor de uitbreiding van de Antwerpse haven werden in 1958 vrijwel alle gebouwen afgebroken. Aan de Oosterweelsteenweg, ten westen van het Noordkasteel, bleef enkel de Sint-Jan-de-Doperkerk bewaard. Deze voormalige parochiekerk is sinds 1994 beschermd als monument.

## Demografische ontwikkeling
- Bron: NIS; Opm:1806 t/m 1920=volkstellingen; 1929=inwoneraantal op 31 december
- 1887: afstand van 1,71 km² met 250 inwoners aan Antwerpen
- 1914: afstand van 1,90 km² met 12 inwoners aan Antwerpen

## Bekende inwoners

### Geboren
- Louis Michielsens (1887-1943), politicus
- Maria Gevaert (1916-1983), politica